# Crocknasleigh
Le Crocknasleigh, ou Cnoc na Slea (« colline longue » en irlandais), est une colline du comté de Donegal en Irlande.
Avec une altitude de 163 mètres,  c'est le point culminant de la péninsule de Rosguill.

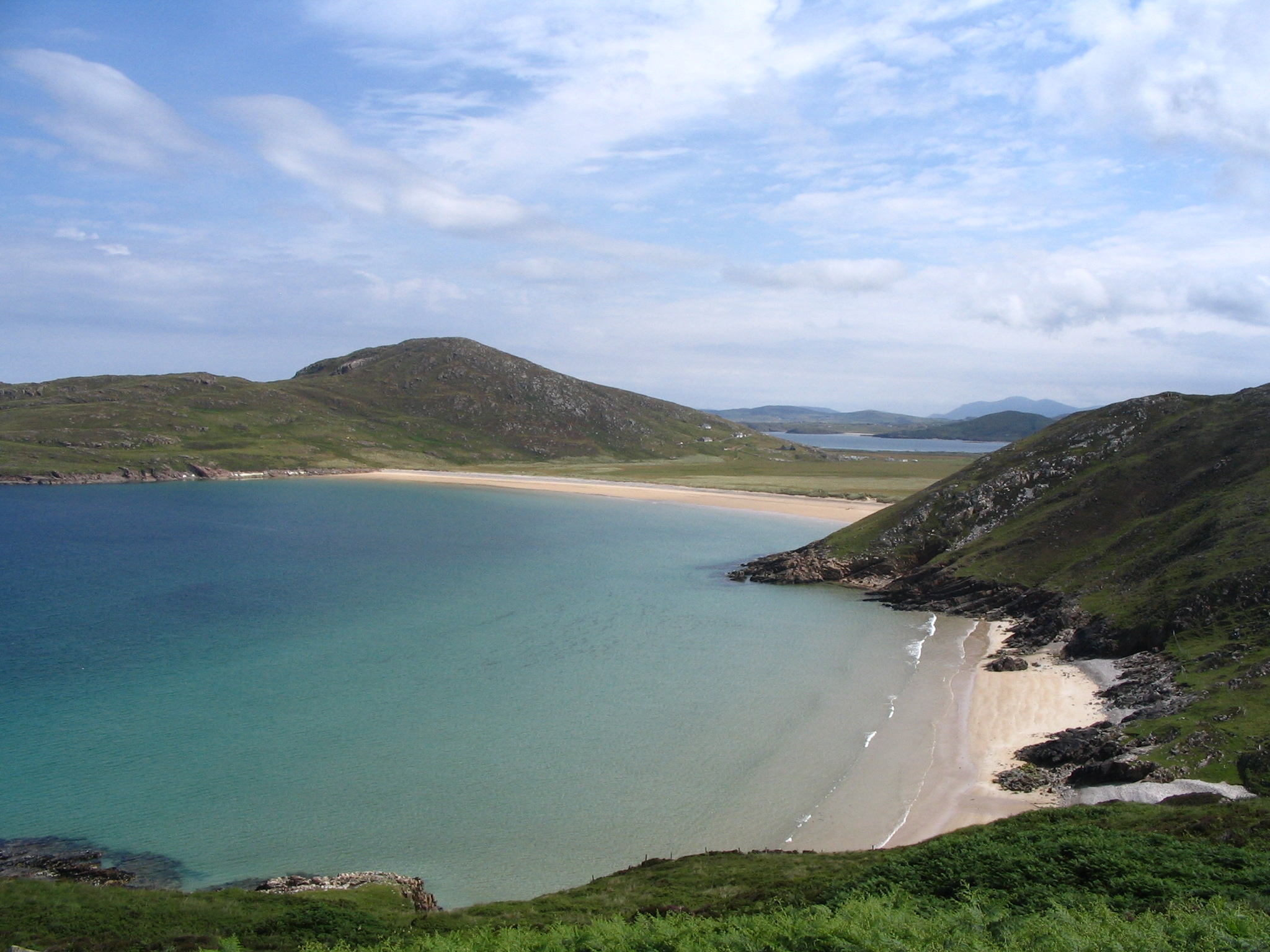
Le Crocknasleigh domine la baie de Tranarossann.